# Sead Kolašinac
Sead Kolašinac (phát âm tiếng Đức: [ˈsɛ.ad ˈkɔ.la.ʃɪ.nats], phát âm tiếng Serbia-Croatia: [ˈse.ad ko.laˈʃi.nat͡s]; sinh ngày 20 tháng 6 năm 1993) là một cầu thủ bóng đá chuyên nghiệp người Bosna và Hercegovina hiện đang chơi ở vị trí hậu vệ cánh trái và tiền vệ cánh trái cho Atalanta tại Serie A. Sinh ra tại Đức, anh đại diện cho đội tuyển bóng đá quốc gia Bosna và Hercegovina.

## Sự nghiệp cấp câu lạc bộ
Kolašinac bắt đầu sự nghiệp của mình tại câu lạc bộ quê nhà Karlsruher SC. Sau tám năm chơi cho Kalsruhe, Kolašinac gia nhập câu lạc bộ TSG 1899 Hoffenheim và chơi một mùa giải tại đây sau đó được mua bởi câu lạc bộ VfB Stuttgart. Kolašinac cũng chỉ thi đấu tại câu lạc bộ Stuttgart trong thời gian ngắn, và mùa giải sau đó anh gia nhập câu lạc bộ FC Schalke 04.

### Schalke 04

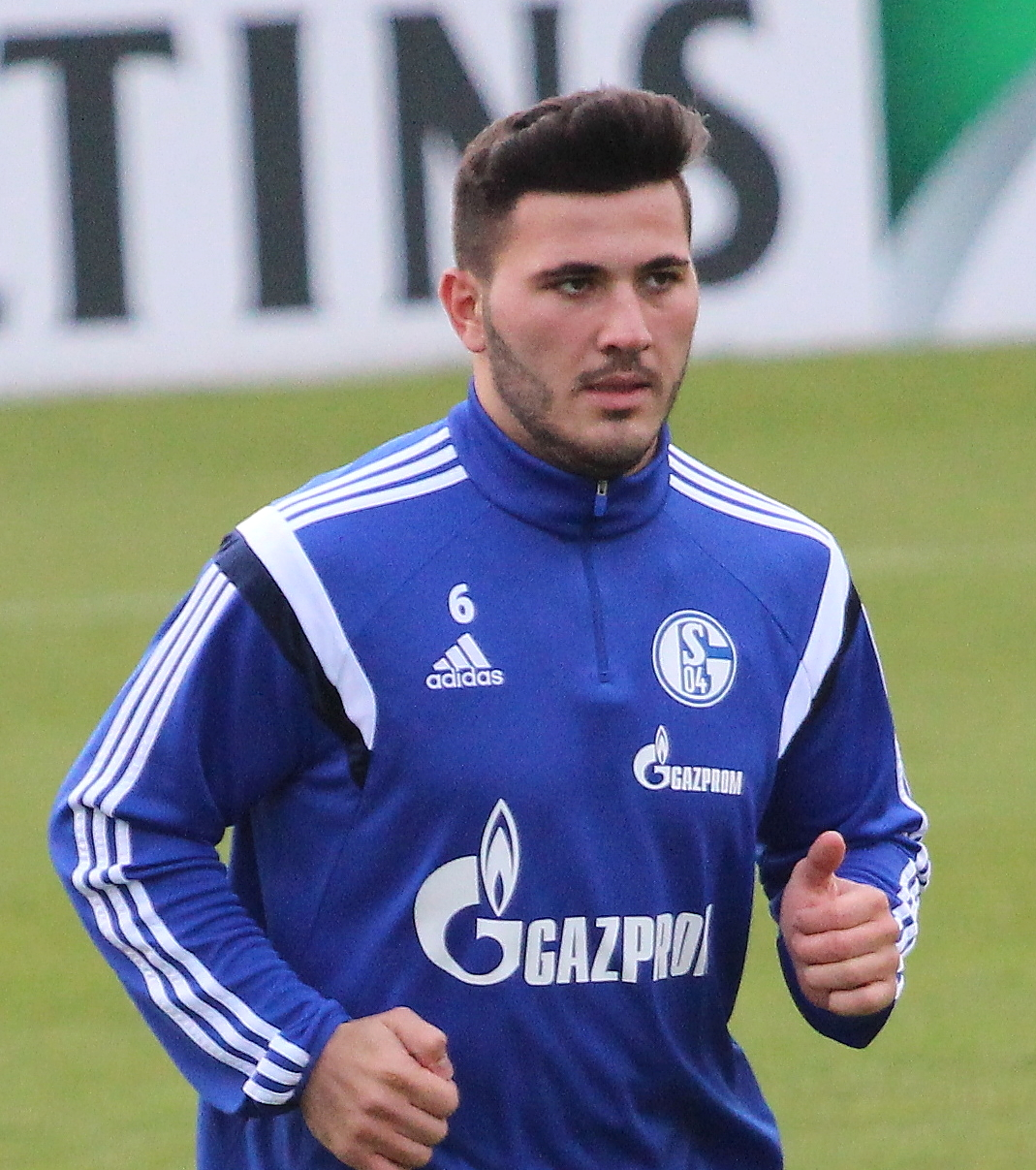
Kolašinac tập khởi động trong màu áo Schalke 04 vào năm 2015.

Sau khi trải qua một mùa giải tại đội trẻ, Kolašinac được thăng lên đội thứ hai, FC Schalke 04 II, một trong những giải đấu thấp hơn của Đức, Regionalliga West. Sau khi thi đấu 7 trận và ghi 2 bàn thắng cho Schalke 04 II, anh đã được thăng lên đội một. Vào ngày 15 tháng 9 năm 2012, anh đã có trận ra mắt Bundesliga trong chiến thắng 2-0 trước câu lạc bộ SpVgg Greuther Fürth. Vào tháng 12 năm 2012, anh có trận đấu đầu tiên của mình tại cúp châu Âu trong trận hòa 1-1 với câu lạc bộ Montpellier thuộc khuôn khổ UEFA Champions League.
Tháng 6 năm 2013, Kolašinac ký hợp đồng với Schalke đến tháng 6 năm 2017. Vào đầu mùa giải kế tiếp, Kolašinac bị chấn thương dây chằng chéo đầu gối phải của mình và phải nghỉ thi đấu khoảng 6 tháng. Anh ghi bàn thắng đầu tiên cho Schalke 04 vào ngày 13 tháng 12 năm 2015, trong trận hòa 1-1 trước FC Augsburg. Vào tháng 5 năm 2017, Kolašinac đã quyết định không gia hạn hợp đồng với Schalke 04, qua đó kết thúc quãng thời gian 6 năm chơi bóng tại câu lạc bộ của Đức. Cuối mùa giải 2016–17, anh góp mặt trong Đội hình tiêu biểu của Bundesliga.

### Arsenal
Ngày 6 tháng 6 năm 2017, câu lạc bộ đang chơi tại giải Ngoại hạng Anh Arsenal xác nhận ký hợp đồng với Kolašinac dưới dạng chuyển nhượng tự do sau khi chờ hoàn tất các thủ tục pháp lý." Kolašinac ghi bàn thắng đầu tiên trong màu áo mới ngay ở trận ra mắt của mình trước Chelsea trong trận Siêu cúp Anh 2017, góp phần giúp Arsenal giành chiến thắng chung cuộc trên chấm luân lưu sau đó. Trận đầu tiên của anh ở giải Ngoại hạng chính là trận khai mạc mùa bóng, trong trận đó anh đã đóng góp một kiến tạo giúp Pháo thủ giành thắng lợi trước Leicester City với tỉ số 4-3. Nhờ màn trình diễn ấn tượng trong tháng 8, anh đã được bầu chọn là Cầu thủ xuất sắc nhất tháng của Arsenal với tỉ lệ phiếu bầu chiếm hơn một nửa. Ngày 14 tháng 12, Kolašinac lập công trong trận ra mắt ở UEFA Europa League, giúp Arsenal vượt qua 1. FC Köln với tỉ số 3-1. Anh ghi bàn thắng đầu tiên ở giải Ngoại hạng vào ngày 28 tháng 10 trước đối thủ Swansea City, đồng thời góp một kiến tạo trong chiến thắng 2-1 của đội. Kolašinac một lần nữa được bầu chọn là Cầu thủ xuất sắc nhất tháng của câu lạc bộ vào tháng 10 với tỉ lệ phiếu bầu chiếm một nửa.

## Sự nghiệp quốc tế
Kolašinac sở hữu một tấm hộ chiếu Đức và sau khi chơi cho nhiều cấp độ tuyển trẻ của đội tuyển Đức, anh đã chuyển sự phục vụ sang thi đấu cho quê hương Bosna và Hercegovina của cha mẹ mình và sau đó được triệu tập lên đội tuyển quốc gia nước này vào năm 2013. Cha anh cho biết trong một buổi phỏng vấn rằng lựa chọn đầu tiên của Kolašinac luôn luôn là thi đấu trong màu áo Bosnia.
Ngày 18 tháng 11 năm 2013, Kolašinac có trận đấu ra mắt Bosnia trong trận thua giao hữu 0-2 trước đội tuyển Argentina. Anh được gọi lên đội Bosnia để thi đấu tại giải vô địch bóng đá thế giới 2014. Ngay ở phút thứ ba trong trận khai mạc của đội tại vòng bảng, Kolašinac đã vô tình đá một bàn phản lưới nhà, nhanh nhất trong lịch sử giải vô địch thế giới, góp phần giúp Argentina giành chiến thắng chung cuộc 2-1 tại sân vận động Maracanã.

## Đời tư
Kolašinac sinh ra tại Karlsruhe, Baden-Württemberg và có gốc gác Bosnia từ cha mẹ. Anh theo học tại trường Gesamtschule Berger Feld. Cha anh là Faik làm việc tại nhà máy Mercedes-Benz; ông sinh ra tại Nikšić, Montenegro rồi theo cha mẹ đến Plav. Gia đình chuyển đến Čapljina, Bosnia và Herzegovina vào năm 1969, nơi Faik gặp gỡ vợ mình. Cả gia đình của Kolašinac đều theo đạo Hồi. Bên cạnh tấm hộ chiếu Đức, Kolašinac còn được cấp một tấm hộ chiếu Bosnia vào năm 2013 để anh có thể chơi bóng cho đội tuyển quốc gia nước này.
Kolašinac thường được các cổ động viên gán với những biệt danh như "The Destroyer", "The Tank" hoặc "The Bosnian Hulk" bởi anh có một thân hình cường tráng và cơ bắp cũng phong cách thi đấu máu lửa. Vào tháng 7 năm 2019, Kolašinac và người đồng đội ở Arsenal Mesut Özil là mục tiêu của một nhóm côn đồ khi cả hai đang lái xe qua khu vực Golders Green, tuy nhiên anh đã dũng cảm một mình chiến đấu tay không với bọn côn đồ để bảo vệ đồng đội của mình.

## Thống kê sự nghiệp

### Câu lạc bộ
Tính đến 13 tháng 4 năm 2025
| Câu lạc bộ          | Mùa giải            | Giải đấu            | Giải đấu | Giải đấu | Cúp quốc gia | Cúp quốc gia | Cúp liên đoàn | Cúp liên đoàn | Châu lục | Châu lục | Khác | Khác | Tổng cộng | Tổng cộng |
| Câu lạc bộ          | Mùa giải            | Hạng đấu            | Trận     | Bàn      | Trận         | Bàn          | Trận          | Bàn           | Trận     | Bàn      | Trận | Bàn  | Trận      | Bàn       |
| ------------------- | ------------------- | ------------------- | -------- | -------- | ------------ | ------------ | ------------- | ------------- | -------- | -------- | ---- | ---- | --------- | --------- |
| Schalke 04 II       | 2011–12             | Regionalliga West   | 2        | 0        | –            | –            | –             | –             | –        | –        | –    | –    | 2         | 0         |
| Schalke 04 II       | 2012–13             | Regionalliga West   | 5        | 2        | –            | –            | –             | –             | –        | –        | –    | –    | 5         | 2         |
| Schalke 04 II       | 2014–15             | Regionalliga West   | 1        | 0        | –            | –            | –             | –             | –        | –        | –    | –    | 1         | 0         |
| Schalke 04 II       | Tổng cộng           | Tổng cộng           | 8        | 2        | –            | –            | –             | –             | –        | –        | –    | –    | 8         | 2         |
| Schalke 04          | 2012–13             | Bundesliga          | 16       | 0        | 1            | 0            | –             | –             | 3        | 0        | –    | –    | 20        | 0         |
| Schalke 04          | 2013–14             | Bundesliga          | 24       | 0        | 0            | 0            | –             | –             | 6        | 0        | –    | –    | 30        | 0         |
| Schalke 04          | 2014–15             | Bundesliga          | 6        | 0        | 1            | 0            | –             | –             | 0        | 0        | –    | –    | 7         | 0         |
| Schalke 04          | 2015–16             | Bundesliga          | 23       | 1        | 1            | 0            | –             | –             | 6        | 0        | –    | –    | 30        | 1         |
| Schalke 04          | 2016–17             | Bundesliga          | 25       | 3        | 3            | 0            | –             | –             | 8        | 0        | –    | –    | 35        | 3         |
| Schalke 04          | Tổng cộng           | Tổng cộng           | 94       | 4        | 6            | 0            | –             | –             | 23       | 0        | –    | –    | 123       | 4         |
| Arsenal             | 2017–18             | Premier League      | 27       | 2        | 0            | 0            | 3             | 0             | 5        | 2        | 1    | 1    | 36        | 5         |
| Arsenal             | 2018–19             | Premier League      | 24       | 0        | 2            | 0            | 0             | 0             | 10       | 0        | –    | –    | 36        | 0         |
| Arsenal             | 2019–20             | Premier League      | 26       | 0        | 4            | 0            | 1             | 0             | 1        | 0        | –    | –    | 32        | 0         |
| Arsenal             | 2020–21             | Premier League      | 1        | 0        | 0            | 0            | 3             | 0             | 4        | 0        | 1    | 0    | 9         | 0         |
| Arsenal             | 2021–22             | Premier League      | 2        | 0        | 1            | 0            | 2             | 0             | –        | –        | –    | –    | 5         | 0         |
| Arsenal             | Tổng cộng           | Tổng cộng           | 80       | 2        | 7            | 0            | 9             | 0             | 20       | 2        | 2    | 1    | 118       | 5         |
| Schalke 04 (mượn)   | 2020–21             | Bundesliga          | 17       | 1        | 1            | 0            | –             | –             | –        | –        | –    | –    | 18        | 1         |
| Marseille           | 2021–22             | Ligue 1             | 14       | 0        | 0            | 0            | –             | –             | 3        | 0        | –    | –    | 17        | 0         |
| Marseille           | 2022–23             | Ligue 1             | 33       | 4        | 4            | 0            | –             | –             | 4        | 0        | –    | –    | 41        | 4         |
| Marseille           | Tổng cộng           | Tổng cộng           | 47       | 4        | 4            | 0            | –             | –             | 7        | 0        | –    | –    | 58        | 4         |
| Atalanta            | 2023–24             | Serie A             | 30       | 1        | 4            | 0            | –             | –             | 9        | 0        | –    | –    | 43        | 1         |
| Atalanta            | 2024–25             | Serie A             | 23       | 0        | 0            | 0            | –             | –             | 9        | 1        | 2    | 0    | 34        | 1         |
| Atalanta            | 2025–26             | Serie A             | 0        | 0        | 0            | 0            | –             | –             | 0        | 0        | –    | –    | 0         | 0         |
| Atalanta            | Tổng cộng           | Tổng cộng           | 53       | 1        | 4            | 0            | –             | –             | 18       | 1        | 2    | 0    | 77        | 2         |
| Tổng cộng sự nghiệp | Tổng cộng sự nghiệp | Tổng cộng sự nghiệp | 299      | 14       | 22           | 0            | 9             | 0             | 68       | 3        | 4    | 1    | 402       | 18        |

1. ↑  Bao gồm DFB-Pokal, FA Cup, Coupe de France, Coppa Italia
2. ↑  Bao gồm EFL Cup
3. 1 2 3 4  Số lần ra sân tại UEFA Champions League
4. 1 2 3 4 5 6 7  Số lần ra sân tại UEFA Europa League
5. 1 2  Ra sân tại FA Community Shield
6. ↑  Số lần ra sân tại UEFA Conference League
7. ↑  Một lần ra sân tại UEFA Super Cup, một lần ra sân tại Supercoppa Italiana

### Quốc tế
Tính đến 24 tháng 3 năm 2025
| Đội tuyển quốc gia   | Năm       | Trận | Bàn |
| -------------------- | --------- | ---- | --- |
| Bosna và Hercegovina |           |      |     |
| 2013                 | 1         | 0    |     |
| 2014                 | 5         | 0    |     |
| 2015                 | 4         | 0    |     |
| 2016                 | 7         | 0    |     |
| 2017                 | 5         | 0    |     |
| 2018                 | 2         | 0    |     |
| 2019                 | 6         | 0    |     |
| 2020                 | 5         | 0    |     |
| 2021                 | 8         | 0    |     |
| 2022                 | 8         | 0    |     |
| 2023                 | 6         | 0    |     |
| 2024                 | 3         | 0    |     |
| 2025                 | 2         | 0    |     |
| Tổng cộng            | Tổng cộng | 62   | 0   |

## Danh hiệu
Arsenal
- FA Cup: 2019–20[30]
- FA Community Shield: 2017,[31] 2020[32]

Atalanta
- UEFA Europa League: 2023–24[33]